# Площа Бєлінського (Санкт-Петербург)
Площа Бєлінського (рос. Площадь Бели́нского) — одна з центральних площ Санкт-Петербурга. Розташована на перетині набережної річки Фонтанки, Інженерної і Караванної вулиць. На площу виходить міст Бєлінського .

## Історія
Спочатку — Симеонівська площа (з 1890 року). Назва походить від Симеонівської вулиці . Сучасну назву присвоєно у 1933 році.

## Об'єкти
- Будинок 1 — Великий Санкт-Петербурзький державний цирк

## Транспорт
Автобус: маршрут К100
Трамвай: службова лінія